# Starlab Space Station
Starlab est un projet de station spatiale privée conçue par l'entreprise américaine Nanoracks (en) dont le lancement est prévu pour 2028.

## Historique

### Contexte
En mars 2021, l'agence spatiale américaine, la NASA, présente le programme Commercial LEO Destinations (CLD) qui vise à soutenir la création de stations spatiales en orbite terrestre privées dans lesquelles l'agence ne serait plus qu'un des clients (locataire ou autre forme de contrat), les entreprises conservant la propriété de leurs stations. C'est une nouvelle externalisation du programme spatial de l'agence, prenant la suite des programmes Commercial Orbital Transportation Services/Commercial Resupply Services (transport de fret) et Commercial Crew Development/Commercial Crew Program (transport d'équipages). Ces stations devront prendre la suite de la Station spatiale internationale après sa désorbitation, prévue pour le début des années 2030 ; de son côté, la NASA se concentre sur ses projets d'exploration lunaire (station Lunar Gateway et atterrissages).

### Développement
Le projet Starlab est proposé en octobre 2021 par l'entreprise Nanoracks (en), son actionnaire majoritaire Voyager Space et Lockheed Martin pour répondre au programme Commercial LEO Destinations (CLD) de l'agence spatiale américaine.
L'équipe des entreprises développant Starlab fait partie des trois équipes sélectionnées en décembre 2021 pour poursuivre leurs travaux avec des subventions de l'agence, soit 160 million de dollars, les deux autres équipes concurrentes, Blue Origin (associée à Sierra Space (en) (émanation de Sierra Nevada Corporation), Boeing et Redwire (en)) et Northrop Grumman (associée à Dynetics) se voyant accorder respectivement 130 millions de $ et 125,6 millions de $ (sous réserve de l'accord du Congrès des États-Unis),,,.
Initialement, la station proposée est constituée d'un module nœud d'amarrage encadré par un module gonflable (technologie développée dans les années 1990 par la NASA, lors du projet Transhab, et poursuivie par Bigelow Aerospace) d'un côté et, de l'autre côté, par un module de service, fournissant de l'énergie (panneaux solaires) et la propulsion.
Début janvier 2023, il est annoncé qu'Airbus Defence and Space rejoint le projet, ce qui facilite l'élargissement de la clientèle de la station aux Européens, notamment les membres de l'Agence spatiale européenne, (un accord avec l'ESA est effectivement signé en novembre 2023). L'entreprise doit apporter son « expertise en matière de conception technique » et il est révélé plus tard que le module gonflable, développé par Lockheed Martin, est abandonné et remplacé par un module rigide sur lequel les compétences du groupe européen seront sollicitées,. En effet, la technologie des modules gonflables est jugée insuffisamment mature, par rapport à celle des modules rigides, pour une utilisation sur un module habité principal. De son côté, Airbus dispose déjà d'un concept de grand module de station, LOOP, précédemment étudié et présenté en avril 2023,,. Airbus confirme que c'est bien ce module qui est intégré au projet Starlab.
Le partenariat entre les entreprises est approfondi par la création, annoncée le 2 août 2023, d'une coentreprise entre Airbus Defence and Space et Voyager Space, qui sera chargée de la construction et de l'exploitation de la station,,,. Lockheed Martin n'est plus mentionné, son rôle ayant été repris par Airbus. La création de la coentreprise, nommée Starlab Space LLC, est finalisée en janvier 2024.
Le projet passe avec succès l'examen des exigences des systèmes (Systems Requirements Review, SRR) en juin 2023, examen mené avec la NASA évaluant la maturité technique et les « exigences fonctionnelles, techniques, de performance et de sécurité »,.
L'aménagement intérieur de la station, notamment les espaces de vie des astronautes, est confié au groupe hôtelier Hilton Worldwide.
Le 4 octobre 2023, Northrop Grumman annonce rejoindre le projet Starlab et abandonner son propre projet de station. L'entreprise prévoit notamment de développer un système d'amarrage autonome pour son vaisseau cargo Cygnus, amené à desservir la station, remplaçant donc le port d'amarrage CBM actuel qui nécessite une capture par un bras robotique avant l'amarrage.
Le 5 janvier 2024, la NASA annonce une modification des contrats du programme CLD comprenant de nouvelles étapes techniques et un financement supplémentaire aux deux équipes restantes, principalement en réaffectant les fonds initialement prévus pour Northrop Grumman. L'équipe du projet Starlab reçoit ainsi 57,5 millions de dollars,,.
En avril 2024, le projet Starlab s'élargit encore avec l'arrivée de Mitsubishi Corporation au sein de Starlab Space LLC, facilitant l'accès de la station aux clients japonais.
Fin mai 2024, Starlab Space LLC attribue à l'entreprise franco-allemande The Exploration Company trois missions de ravitaillement en fret de sa station.
Le 29 mai, l'entreprise canadienne MDA rejoint le projet Starlab et y apporte son expertise en technologies de robotique spatiale. L'arrivée de cette entreprise achève la « reconstitution » du partenariat occidental de l'ISS, cette fois conclu au niveau des entreprises plutôt qu'au niveau des États et de leurs agences spatiales.
En juin 2024, Palantir Technologies devient partenaire du projet Starlab et doit apporter son expertise en IA et aider à concevoir un jumeau numérique de la station.
Starlab Space LLC tente aussi une ouverture vers l'Inde et sa future capsule Gaganyaan en signant un mémorandum d'entente avec ce pays en 2023.

## Caractéristiques techniques
La station spatiale doit être constituée de deux modules : un module de service fournissant la propulsion et l'énergie via des panneaux solaires et un module servant d'habitat et de laboratoire et équipé de ports d'amarrage, ayant un diamètre de 8 m (contre environ 4 m pour les modules de l'ISS), le tout devant totaliser la « moitié [du] volume » de l'ISS (soit 450 m3, le volume pressurisé de l'ISS valant 900 m3) et donc une longueur valant au moins 8 m également (volume du cylindre).
Elle doit être lancée en une seule fois en 2028, ce qui ne laisse que le Starship de SpaceX comme lanceur capable, tant pour des raisons de taille (coiffe de plus de 8 m de diamètre) que de masse. Le choix de ce lanceur est confirmé en janvier 2024.
La station doit pouvoir héberger 100 % de la capacité de charge utile de l'ISS avec la capacité de mener plus de 400 expériences par an.
La station doit pouvoir accueillir quatre astronautes.

## Objectifs
La station doit servir uniquement de laboratoire de recherche en apesanteur, notamment pour l'industrie pharmaceutique, et sera ouverte aux astronautes américains et européens, mais ne sera pas ouverte au tourisme spatial.